# Chiesa di San Giovanni Evangelista (San Giovanni Teatino)
La chiesa di San Giovanni Evangelista è la parrocchiale di San Giovanni Teatino, in provincia di Chieti e arcidiocesi di Chieti-Vasto; fa parte della zona pastorale di Chieti Scalo.

## Storia
La presenza di una chiesa dedicata a san Giovanni è attestata a partire dal Basso Medioevo, con la prima citazione datata 1172.
Nel 1758 l'arcivescovo di Chieti Nicola Sánchez de Luna concesse alla chiesa il privilegio di avere il fonte battesimale, in modo che i fedeli non dovessero, per far battezzare i figli, recarsi per forza presso la matrice di Santa Maria de Cryptis.
La nuova chiesa fu edificata nel 1816 ed eretta a parrocchiale alla fine del 1913 tramite decreto dell'arcivescovo di Chieti e amministratore apostolico di Vasto Gennaro Costagliola recante la data del 22 dicembre.
L'edificio, danneggiato durante la seconda guerra mondiale, venne interessato da un intervento di ripristino e di ampliamento tra il 1952 e il 1954; alla fine dei lavori, la dedicazione fu variata da san Giovanni Battista a san Giovanni Evangelista.
L'adeguamento liturgico secondo le usanze postconciliari fu condotto nel 1980 mediante l'aggiunta dell'altare rivolto verso l'assemblea e dell'ambone.

## Descrizione

### Esterno
La facciata della chiesa, rivolta a mezzogiorno e caratterizzata dagli angoli laterali smussati, presenta centralmente il portale d'ingresso, con coronamento mistilineo, ed è scandita da due lesene tuscaniche sorreggenti la trabeazione e il timpano di forma semicircolare.

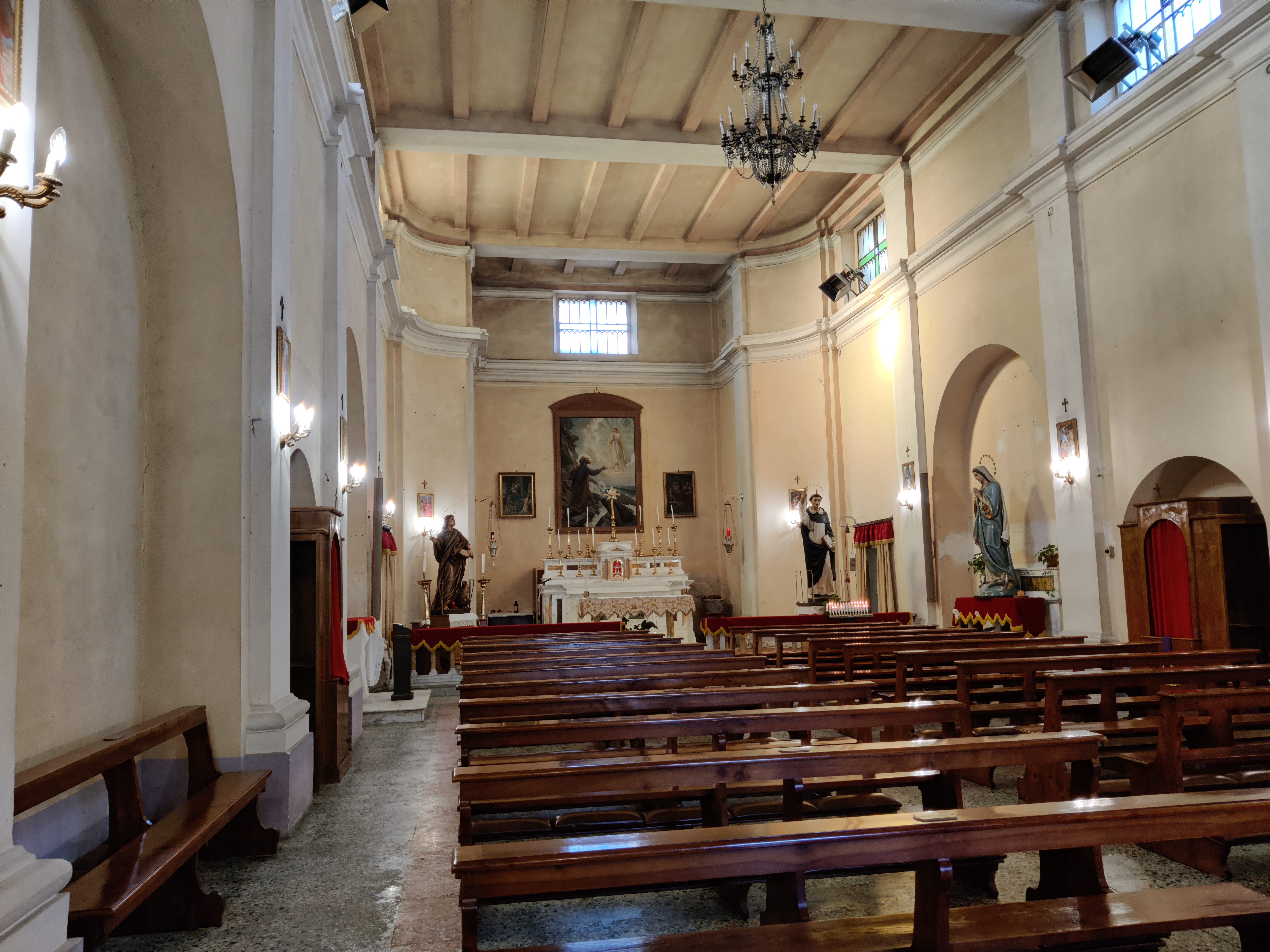
L'interno

Annesso alla parrocchiale è il campanile a base quadrata, la cui cella presenta su ogni lato una monofora a tutto sesto ed è coronata dalla guglia piramidale.

### Interno
L'interno dell'edificio si compone di un'unica navata coperta dal soffitto piano, sulla quale si affacciano le cappelle laterali, introdotte da archi a tutto sesto, e le cui pareti sono scandite da lesene doriche sorreggenti la trabeazione modanata e aggettante sopra la quale si imposta un registro attico; al termine dell'aula si sviluppa il presbiterio, leggermente rialzato, delimitato da balaustre e chiuso dalla parete di fondo piatta.